# Nelson Jesus Perez

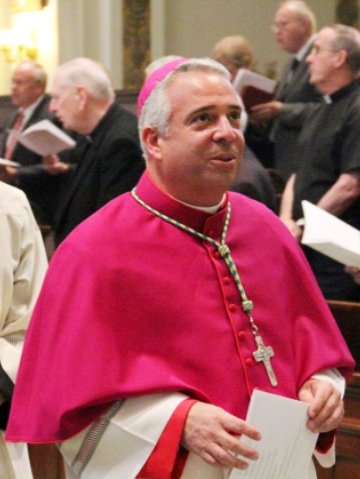
Erzbischof Nelson Jesus Perez (2021)

Wappen von Nelson Jesus Perez als Erzbischof von Philadelphia

Nelson Jesus Perez (* 16. Juni 1961 in Miami) ist ein US-amerikanischer Geistlicher und römisch-katholischer Erzbischof von Philadelphia.

## Leben
Nelson Jesus Perez empfing am 20. Mai 1989 die Priesterweihe für das Erzbistum Philadelphia. Dort war er von 1993 bis 2002 Direktor des katholischen Instituts für die Evangelisierung. Ab 2002 war er Pfarrer der Gemeinde Saint William, 2009 wurde er Pfarrer der Gemeinde Saint Agnes in West Chester. Papst Johannes Paul II. verlieh Perez 1998 den Titel Kaplan Seiner Heiligkeit (Monsignore).
Papst Benedikt XVI. ernannte ihn am 8. Juni 2012 zum Weihbischof in Rockville Centre und Titularbischof von Catrum. Der Bischof von Rockville Centre, William Francis Murphy, spendete ihm am 25. Juli desselben Jahres die Bischofsweihe; Mitkonsekratoren waren Charles Joseph Chaput OFMCap, Erzbischof von Philadelphia, und Paul Henry Walsh, Weihbischof in Rockville Centre.
Nelson Jesus Perez engagiert sich für zahlreiche soziale Projekte und die Christen im Heiligen Land. 2015 wurde er vom Kardinal-Großmeister Edwin Frederick Kardinal O’Brien zum Großoffizier des Ritterordens vom Heiligen Grab zu Jerusalem ernannt und am 31. Oktober 2015 in der St. Patrick’s Cathedral in New York durch Timothy Kardinal Dolan, Großprior der Statthalterei Eastern USA, investiert.
Papst Franziskus ernannte ihn am 11. Juli 2017 zum Bischof von Cleveland. Die Amtseinführung fand am 5. September desselben Jahres statt.
Am 23. Januar 2020 ernannte ihn Papst Franziskus zum Erzbischof von Philadelphia. Die Amtseinführung fand am 18. Februar desselben Jahres statt. Papst Franziskus berief ihn am 10. März 2021 zudem zum Mitglied der Päpstlichen Kommission für Lateinamerika.